# Помпиано
Помпиа̀но (на италиански: Pompiano, на източноломбардски: Pompià, Помпия) е малко градче и община в Северна Италия, провинция Бреша, регион Ломбардия. Разположено е на 93 m надморска височина. Населението на общината е 3921 души (към 2013 г.).